# 시모네 벤딕스
시모네 벤딕스(덴마크어: Simone Bendix, 1967년 12월 26일 ~ )는 덴마크의 배우이다.

## 출연 작품
- 저스트 라이크 홈 (2007)
- 트리플 데어 (2006)
- 진실한 시간들 (2002)
- 영 인디아나 존스 - 악마의 얼굴 (1999)
- 인포먼트 (1997)
- 레드 이글 (1994)